# اینترمانت (ویرجینیای غربی)
اینترمانت (به انگلیسی: Intermont) یک منطقهٔ مسکونی در ایالات متحده آمریکا است که در شهرستان همپشر، ویرجینیای غربی واقع شده‌است.